# Hoveyzeh (misil)
El Hoveyzeh (persa: موشک کروز هویزه) es un misil de crucero tierra-tierra, diseñado y construido por Irán, para todo clima. El Hoveyzeh pertenece a la familia de misiles de crucero Soumar. El misil fue presentado en una exhibición de defensa en Teherán el 2 de febrero de 2019 durante las celebraciones del 40° aniversario de la Revolución iraní de 1979. La fuerza aeroespacial del Cuerpo de la Guardia Revolucionaria Islámica adquirirá y recibirá estos misiles.
El misil de crucero tierra-tierra es capaz de volar a baja altitud y tiene un alcance de 1.350 km, con la capacidad de atacar objetivos terrestres con alta precisión y exactitud.